# Дечен Вангмо
Дашо Дечен Вангмо ( прибл. 1976 ) — бутанський політик, міністр охорони здоров’я з листопада 2018 року  Дечен є депутатом Національної асамблеї Бутану з жовтня 2018 року 

## Раннє життя та освіта
Вангмо народилась прибл. 1976 . 
Дечен Вангмо отримала ступінь магістра громадського здоров’я (глобальна епідеміологія охорони здоров’я) у Єльському університеті, США, та ступінь бакалавра науки в галузі серцево-легеневої  у  Північно-Східному університеті, США.  

## Професійна кар'єра
Дечен обіймає посаду директора PIE Solutions. Вангмо є одним із засновників і головою Lhak-Sam, неприбуткової організації у Бутані. 

## Політична кар'єра
Вангмо є членом Druk Nyamrup Tshogpa (DNT). 
Дечен Вангмо була обрана до Національних зборів Бутану на виборах 2018 року від виборчого округу Північний Тхімпху.  Вона набрала 2276 голосів та перемогла Лілі Вангчук, кандидата від Партії миру і процвітання.
3 листопада Лотай Тшерінг офіційно оголосив склад свого кабінету, і Вангмо була призначена міністром охорони здоров'я . 7 листопада 2018 року Дечен склала присягу міністра охорони здоров'я у кабінеті прем'єр-міністра Лотая Тшеринга.  
Вангмо є членом Групи глобальних лідерів із стійкості до протимікробних препаратів з 2020 року, співголовами якої є Шейх Хасіна і Міа Моттлі .

## Відзнаки

### Національні відзнаки
- Bhutan : The Royal Red Scarf (17/12/2020).